# Her Father's Pride
Her Father's Pride è un cortometraggio muto del 1910 diretto da David W. Griffith. Prodotto e distribuito dalla Biograph Company, il film - girato a Coytesville, New Jersey - uscì nelle sale cinematografiche statunitensi il 4 agosto 1910.

## Distribuzione
Distribuito dalla Biograph, il film - un cortometraggio in una bobina - uscì in sala il 4 agosto 1910.